# Adelges viridula
Adelges viridula är en insektsart. Adelges viridula ingår i släktet Adelges och familjen barrlöss. Inga underarter finns listade i Catalogue of Life.